# قادومية

السيارة في الخلف تسلك القادومية (الطريق المعلم بالنقط الخُضر) لتجنب الازدحام المروي

القادومِيَّة أو الطريق المختصرة أو الطريق المُستَعْجِلَة أو المَقْصَرة أو المَخْصَرة أو المَقْرَبَة هو طريق فرعي في المناطق الحضرية أو الضواحي يسلكه سائقو السيارات بدلاً من الطريق الرئيس المقصود: قد يمر بين الأحياء السكنية أو عبر مواقف السيارات أو ممر خدمة التوصيل أو طريق في المقبرة، وهذا ما يُسمى سلوك القادومية أو سلوك الاختصارات ويقال له بالإنكليزية جري أو ركض الفأر (Rat running).